# くちくまのコミュニティバス
くちくまのコミュニティバス（くちくまのコミュニティバス）は、和歌山県西牟婁郡上富田町内を運行するコミュニティバスである。

## 概要
上富田町役場を起点に町内各所を経由し運行するが一部の路線は隣接する田辺市へ乗り入れを行っている。なお、運行管理は、すべて明光バスへ委託されている。

## 運行路線
- 系統番号1（医療センター前・南紀の台方面行き）：上富田町役場～朝来駅～丹田台～紀南病院前～雇用促進住宅前～南紀の台北～医療センター前～パブリック白浜前
- 系統番号2（町内循環線右回り：岩田・市ノ瀬・下鮎川・田熊方面行き）：上富田町役場～熊野高校前～南紀福祉センター前～市ノ瀬診療所前～改善センター前～上富田町役場
- 系統番号3（町内循環線左回り：田熊・下鮎川・市ノ瀬・岩田方面行き）：上富田町役場～改善センター前～市ノ瀬診療所前～南紀福祉センター前～熊野高校前～上富田町役場
- 系統番号4（町内循環：大宮・野田線・生馬・岩崎方面行き）：上富田町役場～林業センター前～上稗田～鳥渕～生馬～林業センター前～朝来駅～野田～上富田町役場

## 運賃
- 大人（中学生以上）：200円均一
- 小学生及び70歳以上と身体障害者手帳・戦傷病者手帳・療育手帳・精神障害者保健福祉手帳を所持されている方：100円均一

## 回数券
- 大人（中学生以上）：2,000円〈200円 券：1冊（12枚綴）〉
- 小学生及び70歳以上と身体障害者手帳・戦傷病者手帳・療育手帳・精神障害者保健福祉手帳を所持されている方：1,000円〈100円券：1冊（12枚綴）〉

## 年間パスポート
- 大人（中学生以上）：10,000円
- 小学生及び70歳以上と身体障害者手帳・戦傷病者手帳・療育手帳・精神障害者保健福祉手帳を所持されている方：5,000円

## 使用車輌
- 日野ポンチョ（HX系、ロング（7m）ノンステップ）
- 日産キャラバン 2台
  - 所有者：上富田町
  - 管理者：明光バス株式会社